# Santa María de Nieva
Santa María de Nieva è un comune del Perù di 2 510 abitanti, situato nella Regione di Amazonas e capoluogo della Provincia di Condorcanqui.